# Premio Académico Sangeet Natak
El Premio Académico Sangeet Natak es otorgado por la Academia Nacional de Música, Danza y Drama de la India. 
Es el más alto reconocimiento dado a los artistas en activo.El Premio consiste desde el año 2003 en 50 000 rupias Indias, una mención, un chal angavastram y una placa de bronce tamra-patra.Son otorgados en las categorías de música, danza, teatro, otras artes tradicionales y marionetas y la contribución a las artes escénicas.

## Acreedores del Premio

### Música

#### Música clásica indostaní

##### Vocal
- 1952: Mushtaq Hussain Khan
- 1953: Kesarbai Kerkar
- 1954: Rajab Ali Khan
- 1955: Anant Manohar Joshi
- 1956: Rajabhaiyya Poonchhwale
- 1957: Rasoolan Bai
- 1958: Ganesh Ramachandra Behere
- 1959: Krishnarao Shankar Pandit
- 1960: Altaf Hussain Khan
- 1961: Y. S. Mirashi Buwa
- 1962: Bade Ghulam Ali Khan
- 1963: Omkarnath Thakur
- 1964: Rahimuddin Khan Dagar
- 1965: Hirabai Barodekar
- 1966: Siddheswari Devi
- 1967: Amir Khan
- 1968: Mogubai Kurdikar
- 1969: Ramchatur Mallick
- 1970: Nisar Hussain Khan
- 1971: Mallikarjun Mansur
- 1972: Begum Akhtar
- 1973: Gangubai Hangal
- 1974: Kumar Gandharva
- 1975: Bhimsen Joshi
- 1976: Narayanrao Vyas
- 1977: Girija Devi
- 1978: Khadim Hussain Khan
- 1979: Sarachchandra Arolkar
- 1980: Nivruttibua Sarnaik
- 1981: Basavaraj Rajguru
- 1982: Vasantrao Deshpande
- 1983: Mahadev Prasad Mishra
- 1984: Sharafat Hussain Khan
- 1985: Kishori Amonkar, Aminuddin Dagar
- 1986: Asgari Bai, Firoz Dastur, Manik Varma
- 1987: C. R. Vyas, Shobha Gurtu, Pandit Jasraj
- 1988: Padmavati Gokhale Shaligram
- 1989: Jitendra Abhisheki
- 1990: K. G. Ginde, Dhondutai Kulkarni
- 1991: N. Zahiruddin Dagar, Prabha Atre
- 1992: Ramarao V. Naik, Shiv Kumar Shukla
- 1993: Bala Saheb Poochwale, Rahim Fahimuddin Dagar
- 1994: Sulochana Brahaspati, Zia Fariddudin Dagar
- 1995: A. Kanan
- 1996: Dinkar Kaikini, Hafeez Ahmad Khan
- 1997: L. K. Pandit
- 1998: Puttaraj Gavaigalu, Parveen Sultana, Rajan and Sajan Mishra
- 1999-2000: Ajoy Chakraborty, Rita Ganguly, Malabika Kanan
- 2001: Abhay Narayan Mallick, Sangameshwar Gurav, Malini Rajurkar
- 2002: Sushila Rani Patel, Sharayu Kalekar
- 2003: Ghulam Mustafa Waris Khan, Yeshwant Balkrishna Joshi
- 2004: Balwant Rai Bhatt, Tejpal Singh and Surinder Singh
- 2005: S. C. R. Bhat, Ramashreya Jha
- 2006: Vijay Kumar Kichlu, Rashid Khan
- 2007: Vidyadhar Vyas, Góvardhan Misra
- 2008: Ulhas Kashalkar, M. R. Gautam
- 2009: Abdul Rashid Khan, Vasundhara Komkali
- 2010: Chhannu Lal Mishra, Yashpal

##### Instrumental
- Vina/rudra vina/vichitra vina
  - 1969: Dabir Khan
  - 1977: Asad Ali Khan
  - 1981: Zia Mohiuddin Dagar
  - 1994: Gopal Krishan
  - 1995: Ahmad Raza Khan

- Bansuri (flauta traversa).
  - 1983: Hari Prasad Chaurasia
  - 1986: Devendra Murdeshwar
  - 1994: Raghunath Seth
  - 2010: Nityanand Haldipur

- Guitarra
  - 2005: Brij Bhushan Kabra

- Armonio
  - 1999-2000: Appa Jalgaonkar
  - 2005: Tulsidas Vasant Borkar

- Pakhawaj
  - 1955: Govind Rao Burhanpurkar
  - 1965: Sakharam Tavde
  - 1967: Ayodhya Prasad
  - 1978: Purushottam Das
  - 1988: Ramshankardas Pagaldas
  - 1991: Chatrapati Singh
  - 1993: Gopaldas Panse
  - 1995: Ram Ashish Pathak
  - 2003: Bhawani Shankar

- Santur
  - 1986: Shivkumar Sharma
  - 1993: Bhajan Sopori

- Sarangi
  - 1966: Shakoor Khan,
  - 1975: Ram Narayan
  - 1976: Gopal Misra
  - 1986: Sabri Khan
  - 1988: Hanuman Prasad Mishra
  - 1990: Abdul Lateef Khan
  - 1992: Sultan Khan
  - 1996: Inderlal Dhandra
  - 2008: Ramesh Mishra

- Sarod
  - 1952: Allauddin Khan
  - 1953: Hafiz Ali Khan
  - 1963: Ali Akbar Khan
  - 1971: Radhika Mohan Maitra
  - 1986: Sharan Rani Backliwal
  - 1988: Zarin Sharma
  - 1989: Amjad Ali Khan
  - 1993: Buddhadev Das Gupta
  - 1999-2000: Rajeev Taranath
  - 2004: Aashish Khan

- Shehnai
  - 1956: Bismillah Khan
  - 1985: Ali Hussain Khan
  - 1989: Anant Lal
  - 1996: Raghunath Prasanna
  - 2008: Krishna Ram Chaudhary
  - 2009: Ali Ahmad Hussain

- Sitar
  - 1958: Yusuf Ali
  - 1960: Wahid Khan
  - 1962: Ravi Shankar
  - 1968: Mustaq Ali Khan
  - 1974: Nikhil Banerjee
  - 1987: Abdul Halim Jaffer Khan, Imrat Khan (también en surbahar).
  - 1989: Balram Pathak
  - 1992: Uma Shankar Mishra
  - 1994: Shamim Ahmed Khan
  - 1996: Debu Chaudhuri
  - 2001: Mani Lal Nag
  - 2003: Arvind Parikh
  - 2006: Shahid Parvez
  - 2010: Budhaditya Mukherjee

- Surbahar
  - 1991: Annapurna Devi

- Tablá
  - 1954: Ahmed Jan Thirakwa
  - 1959: Jahangir Khan
  - 1961: Kanthe Maharaj
  - 1970: Masit Khan
  - 1976: Karamatulla Khan
  - 1979: Samta Prasad Maharaj
  - 1982: Alla Rakha
  - 1984: Kishan Maharaj
  - 1990: Zakir Hussain
  - 1991: Shaikh Dawood
  - 1997: Swapan Chaudhuri, Lalji Gokhale
  - 1998: Pandharinath Gangadhar Nageshkar
  - 1999-2000: Shankar Ghosh
  - 2002: Suresh B. Gaitonde, Anindo Chatterjee
  - 2004: Suresh Talwalkar
  - 2006: Kumar Bose
  - 2007: Nandan Mehta
  - 2009: Lachman Singh Seen

- Violín
  - 1972: Gajananrao Joshi
  - 1980: V. G. Jog
  - 1990: N. Rajam
  - 1995: D. K. Datar
  - 1997: Sisir Kana Dhar Chowdhury
  - 2007: Ramoo Prasad Shastri

#### Música carnática

##### Vocal
- 1952: Ariyakudi Ramanuja Iyengar
- 1953: Semmangudi R. Srinivasa Iyer
- 1954: Mysore K. Vasudevacharya
- 1955: Maharajapuram Vishwanatha Iyer
- 1956: M. S. Subbulakshmi
- 1957: Musiri Subramania Iyer
- 1958: Chembai Vaidyanatha Bhagavathar
- 1959: G. N. Balasubramaniam
- 1960: Madurai Mani Iyer
- 1961: Mudikondan C. Venkatarama Iyer
- 1962: D. K. Pattammal
- 1963: B. Devendrappa
- 1964: Chittoor S. Subramanyam
- 1965: T. Brinda
- 1966: M. R. Srirengam Iyengar
- 1967: C. Venkata Rao
- 1968: Alathur Srinivasa Iyer
- 1969: Dandapani Desigar
- 1970: M. L. Vasanthakumari
- 1971: N. Channakeshaviah
- 1972: T. Muktha
- 1973: B. S. Raja Iyengar
- 1974: M. D. Ramanathan
- 1975: M. Balamurali Krishna
- 1976: K. V. Narayanaswamy
- 1977: Sripada Pinakapani
- 1978: Madurai S. Somasundaram
- 1979: R K Srikanthan
- 1980: Seerkhazhi S. Govindarajan
- 1981: Radha and Jayalakshmi
- 1982: T. M. Thiagarajan
- 1983: D. K. Jayaraman
- 1984: Maharajapuram V. Santhanam
- 1985: Voleti Venkatesvarulu
- 1986: B. Rajam Iyer
- 1986: Nedunuri Krishnamoorthy
- 1987: Madurai N. Krishnan
- 1987: Mani Krishnaswami
- 1988: Nookala Chinna Satyanarayana
- 1989: Titte Krishna Iyengar
- 1990: T. V. Sankaranarayanan
- 1991: S. Rajam
- 1992: K. R. Kumaraswamy Iyer
- 1993: Trichy Swaminathan Iyer
- 1994: C. S. Krishna Iyer
- 1995: R. Vedavalli
- 1996: T. K. Govinda Rao
- 1997: M. S. Balasubramanya Sarma
- 2002: T. R. Subramanyam
- 2003: Trichur V. Ramachandran, M. A. Narasimhachar
- 2004: Thiruvengadu A. Jayaraman, C. Saroja & C. Lalitha
- 2005: S. V. Parthasarrathy, P. S. Narayanaswamy
- 2006: D. Pasupathi, Chingleput Ranganathan
- 2007: B. Krishnamoorti
- 2008: Puranam Purushottama Sastri
- 2009: Parassala B Ponnammal
- 2010: Suguna Purushothaman, Mysore Nagamani Srinath

##### Instrumental
- Clarinete
  - 1994: A. K. C. Natarajan

- Venu (flauta traversa).
  - 1954: Palladam Sanjeeva Rao
  - 1961: T. N. Swaminatha Pillai
  - 1965: T. R. Mahalingam
  - 1984: Natesan Ramani
  - 1987: T. Viswanathan
  - 1989: Sikkil Sisters - Kunjumani & Neela
  - 1997: Kesi Narayanaswamy
  - 1999-2000: T. S. Sankaran
  - 2004: Prapancham Sita Ram

- Ghatam
  - 1988: Thetakudi Harihara Vinayakram
  - 1995: Umayalpuram K. Narayanaswamy

- Gottuvadhyam
  - 1958: Budalur Krishnamurthi Sastri
  - 2006: Chitravina N. Ravi Kiran

- Kanjira
  - 2001: G. Harishankar

- Mandolina
  - 2009: U. Srinivas

- Mridangam
  - 1956: Palghat Mani Iyer
  - 1975: C. S. Murugabhoopathy
  - 1979: Kolanka Venkata Raju
  - 1983: Palghat R. Raghu
  - 1987: T. K. Murthy
  - 1990: T. V. Gopalakrishnan
  - 1991: Vellore G. Ramabhadran
  - 1992: Umayalpuram K. Sivaraman
  - 1994: Dandamudi Rammohan Rao
  - 1996: Guruvayur Dorai
  - 1998: Karaikudi Mani
  - 1999-2000: V. Kamalakar Rao
  - 2002: Yella Venkateshwara Rao
  - 2004: Madras A. Kannan
  - 2006: Thiruvarur Bakthavathsalam
  - 2008: Mannargudi A. Easwaran
  - 2009: Dandamudi Sumathi Rama Mohan Rao
  - 2010: Srimushnam Raja Rao

- Nadaswaram
  - 1955: Thiruvaduthurai N. Rajratnam Pillai
  - 1962: Dr. Thiruvengadu Subramania Pillai
  - 1966: P. S. Viruswamy Pillai
  - 1972: T. S. Natarajasundaram Pillai
  - 1976: Sheik Chinna Moulana
  - 1981: Namagiripettai K. Krishnan
  - 1995: Domada Chittiabbayi
  - 2005: Ongale N. Rangaiah
  - 2007: S. R. D. Vaithiyanathan

- Saxofón
  - 2003: Kadri Gopalnath

- Thavil
  - 1985: Valangaiman A. Shanmugasundaram Pillai
  - 1988: Valayapatti A. R. Subramaniam
  - 2001: Haridwaramangalam A. K. Palanivel

- Vina
  - 1952: Karaikudi Sambasiva Iyer
  - 1960: L. Subramanya Sastri
  - 1968: K. S. Narayanaswami
  - 1969: Devakottai A. Narayana Iyengar
  - 1970: Mysore V. Doreswamy Iyengar
  - 1973: Emani Sankara Sastry
  - 1977: Sundaram Balachander
  - 1980: Tanjavur K. P. Sivanandam
  - 1986: Raajeswari Padmanabhan
  - 1988: R. Pichumani Iyer
  - 1990: Chitti Babu
  - 1992: M. K. Kalyanakrishna Bhagavathar
  - 1993: Kalpakam Swaminathan
  - 2001: R. N. Doreswamy
  - 2002: E. Gayathri
  - 2007: Vidya Shankar

- Violín
  - 1953: Dwaram Venkataswamy Naidu
  - 1957: Tirumakudalu Chowdiah
  - 1959: Kumbakonam Rajamanickkam Pillai
  - 1963: T. K. Jayarama Iyer
  - 1964: K. N. Chinnaswamy Iyer
  - 1967: K. S. Venkataramiah 'Papa'
  - 1971: Madurai S. Subramanya Iyer
  - 1974: T. N. Krishnan
  - 1978: Lalgudi Jayaraman
  - 1982: M. S. Gopalakrishnan
  - 1986: M. Chandrasekaran
  - 1988: Chalakudy N. S. Narayanaswamy
  - 1989: R. K. Venkatarama Sastry
  - 1991: Kandadevi S. Alagiriswamy
  - 1993: Kunnakudi Vaidyanathan
  - 1996: Annavarapu Ramaswamy
  - 1997: T. Rukmini
  - 1998: M. S. Anantharaman
  - 1999-2000: R. R Keshava Murthy
  - 2003: A. Kanyakumari
  - 2005: V. V. Subrahmanyam
  - 2008: B. Sasikumar
  - 2010: Nagai R. Muralidharan

#### Música creativa y experimental
- 1973: Vishnudas Shirali
- 1976: Timir Baran Bhattacharya
- 1978: Rai Chand Boral
- 1982: Vijay Raghav Rao
- 1983: Chidambaram S. Jayaraman
- 1986: Anil Biswas
- 1986: M. B. Srinivasan
- 1986: Hemanta Kumar Mukhopadhyay
- 1988: Bhaskar Chandavarkar
- 1989: Vanraj Bhatia
- 1990: L. Subramaniam
- 1994: V. Balsara
- 1995: Atul Desai
- 1997: Satish Bhatia
- 1998: Vishwa Mohan Bhatt
- 2001: S. Rajaram
- 2002: K. P. Udayabhanu
- 2007: Khayyam

#### Otras tradiciones mayores de música
- 2008: Ningombam Ibobi Singh (nata-sankirtana, Manipur).
- 2009: L. Ibohalmacha Singh (nata-sankirtana, Manipur).
- 2010: M. V. Simhachala Sastry (hari-katha, Tirupathi).

### Danza
- Bharatanatyam
  - 1955: T. Balasaraswati
  - 1957: Rukmini Devi Arundale
  - 1959: Mylapore Gouri Amma
  - 1962: R. Muthurathnambal
  - 1965: P. Chockkalingam Pillai
  - 1966: Vazhuvoor B. Ramaiyya Pillai, Swarnasaraswathi
  - 1968: Kamala
  - 1969: T. K. Swaminatha Pillai
  - 1970: Shanta Rao
  - 1971: T. Chandrakanthamma
  - 1972: Sikkil Ramaswami Pillai
  - 1973: Kumbakonam K. Bhanumathi
  - 1974: K. P. Kittappa Pillai
  - 1976: M. Muthiah Pillai
  - 1977: Yamini Krishnamurthy
  - 1979: Pandanallur Subbaraya Pillai
  - 1981: Indrani Rahman
  - 1982: Vyjayanthimala
  - 1983: Padma Subramanyam
  - 1984: Subramaniam Sarada, Sudharani Raghupathy
  - 1985: T. K. Mahalingam Pillai
  - 1986: Krishnaveni Lakshmanan
  - 1987: U. S. Krishna Rao and Chandrabhaga Devi, Chitra Viswaswaran
  - 1989: V. S. Muthuswamy Pillai
  - 1990: Kalanidhi Narayanan
  - 1991: Adyar K. Lakshman
  - 1992: K. J. Sarasa
  - 1993: Kubernath Tanjorker, C. V. Chandrasekhar
  - 1994: V. P. Dhananjayan and Shanta Dhananjayan
  - 1995: M. K. Saroja, Indira Rajan
  - 1996: Sarada Hoffman
  - 1997: Kanaka Srinivasan
  - 1998: Lakshmi Viswanathan
  - 1999-2000: K. Kalyanasundaram Pillai, Leela Samson, H. R. Keshava Murthy
  - 2001: Alarmel Valli, Pratibha Prahlad
  - 2002: Malavika Sarukkai
  - 2003: C. K. Balagopalan
  - 2004: Nirmala Ramachandran
  - 2005: R Rhadha
  - 2006: S. Narmada
  - 2007: Sucheta Bhide Chapekar
  - 2008: Saroja Vaidyanathan
  - 2009: Ananda Shankar Jayant

- Chhau
  - 1963: Suddhendra Narayan Singh Deo (Seraikella).
  - 1971: Ananta Charan Sai (Mayurbhanj).
  - 1975: Krishna Chandra Naik (Mayurbhanj).
  - 1981: Kedarnath Sahu (Seraikella).
  - 1982: Gambhir Singh Mura (Purulia).
  - 1987: Madan Mohan Lenka (Mayurbhanj).
  - 1988: Srihari Nayak (Mayurbhanj).
  - 1990: Bikram Kumbhakar (Seraikella).
  - 1991: Chandra Sekhar Bhanj (Mayurbhanj).
  - 2004: Shashadhar Acharya

- Danza creativa / coreografía
  - 1960: Uday Shankar
  - 1970: Mrinalini Sarabhai
  - 1976: Narendra Sharma
  - 1979: Prabhat Ganguli
  - 1980: R. K. Priyagopal Sana
  - 1981: Parvati Kumar
  - 1984: Rajkumar Singhajit Singh
  - 1989: Maya Rao
  - 1991: Chandralekha
  - 1992: Sachin Shankar
  - 1993: Manjusri Chaki Sircar
  - 1995: Astad Deboo
  - 1999-2000 Mallika Sarabhai
  - 2001: Gul Bardhan
  - 2002: Sambhu Bhattacharya
  - 2005: Th. Chaotombi Singh
  - 2006: Gorima Hazarika
  - 2008: Yogsunder Desai
  - 2009: Daksha Sheth
  - 2010: Uttara Asha Coorlawala

- Kathak
  - 1955: Shambhu Maharaj
  - 1957: Baijnath Prasad "Lacchu Maharaj"
  - 1959: Sunder Prasad
  - 1962: Mohan Rao Kallianpurkar
  - 1964: Birju Maharaj
  - 1968: Damayanti Joshi
  - 1969: Sitara Devi
  - 1974: Gauri Shankar Devilal Kathak
  - 1975: Roshan Kumari
  - 1979: Rohini Bhate
  - 1982: Kartik Ram, Kumudini Lakhia
  - 1984: Durga Lal
  - 1987: Uma Sharma
  - 1991: Reba Vidyarthi
  - 1995: Ramlal Bareth
  - 1996: Rani Karnaa
  - 1998: Sunderlal Sathyanarayan Gangani
  - 1999-2000: Shovana Narayan
  - 2002: Rajendra Gangani
  - 2003: Sunayana Hazarilal Agarwal, Urmila Nagar
  - 2004: Saswati Sen
  - 2005: Tirath Ram Azad
  - 2006: Munna Shukla
  - 2007: Geetanjali Lal
  - 2008: Shashi Sankhla
  - 2009: Prerana Shrimali
  - 2010: Malabika Mitra

- Kathakali
  - 1956: Guru Kunchu Kurup
  - 1958: Thotton K. Chandu Panikkar
  - 1961: Thekinkatti Ramunni Nair
  - 1963: Chenganoor Raman Pillai
  - 1965: Guru Gopinath
  - 1967: Kalamandalam Krishnan Nair
  - 1968: Kurichi Kunjan Panickar
  - 1969: Vazhenkada Kunchu Nair
  - 1970: M. Vishnu Namboodiri
  - 1971: Kudamaloor Karunakaran Nair
  - 1972: M. Madhava Panicker
  - 1973: Velinezhi K. Nanu Nayar
  - 1973: Kavungal Chathunni Panicker
  - 1974: Kalamandalam Ramankutty Nair
  - 1975: K. Sankarankutty Panicker
  - 1983: Champakulam Pachu Pillai
  - 1985: Mankompu Sivasankara Pillai
  - 1987: Kalamandalam Gopi
  - 1988: Keezhpadam Kumaran Nair
  - 1989: Oyoor Kochugovinda Pillai
  - 1991: Chennithala Chellapan Pillai
  - 1993: Kalamandalam Padmanabhan Nair
  - 1996: Kottakkal Krishnan Kutty Nair
  - 1997: Madavoor Vasudevan Nair
  - 1998: Kottakkal Sivaraman
  - 1999-2000 Nelliyode Vasudevan Namboodiri
  - 2003: Sadanam P. V. Balakrishnan
  - 2004: Kalamandalam Vasu Pisharody
  - 2005: Mathoor Govindam Kutty
  - 2006: Kottakkal Chandrasekharan
  - 2007: Sadanam Krishnankutty
  - 2008: Kalamandalam Kuttan
  - 2009: Kalamandalam Rajan
  - 2010: Kalamandalam K. G. Vasudevan

- Kuchipudi
  - 1961: Vedantam Satyanarayana Sarma 'Satyam'
  - 1968: Chinta Krishnamurthy
  - 1978: C. Ramacharyalu
  - 1981: Vempati Chinna Satyam
  - 1983: Nataraj Ramakrishna (también en bharatanatyam).
  - 1985: Vedantam Prahlada Sarma
  - 1987: Pasumarthi Venugopala Krishna Sarma
  - 1990: Sobha Naidu
  - 1991: Raja Reddy and Radha Reddy
  - 1993: Josyula Seetharamaiah
  - 1994: Vedantam Parvateesam
  - 1998: Jayarama Rao and Banashree Rao
  - 1999-2000: Swapnasundari Rao
  - 2003: K. Uma Rama Rao
  - 2004: Pasumarthi Seetha Ramiah
  - 2005: Korada Narasimha Rao
  - 2006: Pasumarthi Rathiah Sarma
  - 2007: Yelesarapu Nageswara Sarma
  - 2008: Vasanta Lakshmi and Narasimhachari
  - 2009: Vyjayanthi Kashi
  - 2010: Ratna Kumar

- Manipuri
  - 1956: Amubi Singh
  - 1958: Haobam Atomba Singh
  - 1961: T. Amudon Sharma
  - 1963: Atombapu Sharma
  - 1965: Bipin Singh
  - 1969: Ojha Thangjam Chaoba Singh
  - 1972: Kshetri Tombi Devi
  - 1973: L. Koireng Singh
  - 1974: L. Ibemhal Devi
  - 1975: Rajani Maibi
  - 1976: Ojha Maibam Ibungohal Singh
  - 1977: Nayana Susheel Jhaveri
  - 1980: L. Thouranishabi Devi
  - 1982: L. Tombi Devi
  - 1985: Khaidem Lokeshwar Singh
  - 1987: Tarun Kumar Singh
  - 1988: Ibopishak Sharma
  - 1990: Th. Babu Singh
  - 1993: H. Ngangbi Devi
  - 1994: T. Nadia Singh
  - 1995: L. Thambalangoubi Devi
  - 1996: Darshana Jhaveri
  - 1997: Samanduram Tondon Devi
  - 1998: N. Madhabi Devi
  - 1999-2000: Sorokhaibam Naran Singh
  - 2001: Charu Sija Mathur
  - 2002: K. Ongbi Leipaklotpi Devi
  - 2003: Thiyam Suryamukhi Devi, Kalavati Devi
  - 2005: K. Radhamohon Sharma
  - 2009: L. Bino Devi
  - 2010: Phanjoubam Iboton Singh

- Mohiniattam
  - 1972: T. Chinnammu Amma
  - 1978: K. Kalyanikutty Amma
  - 1994: Kalamandalam V. Sathyabhama
  - 1998: Kshemavathy Pavithran
  - 1999-2000: Bharati Shivaji
  - 2004: Kalamandalam Sugandhi
  - 2006: Kalamandalam Vimala Menon
  - 2007: Deepti Omchery Bhalla
  - 2008: Kalamandalam Leelamma

- Música para danza
  - 2005: Josyula Krishna Murthy (kuchipudi bhagavatha maddalla).
  - 2006: Kalamandalam Gangadhara (kathakali pattu).
  - 2008: Ramhari Da (odissi).
  - 2010: S. Rajeswar (bharatanatyam).

- Odissi
  - 1966: Kelucharan Mohapatra
  - 1970: Pankaj Charan Das
  - 1976: Sanjukta Panigrahi (premio conjunto con Raghunath Panigrahi por música odisi).
  - 1977: Deba Prasad Das
  - 1985: Mayadhar Raut
  - 1986: Priyambada Mohanty Hejmadi
  - 1987: Sonal Mansingh
  - 1992: D. N. Pattnaik
  - 1994: Kumkum Mohanty
  - 1995: Raghunath Dutta
  - 1997: Gangadhar Pradhan
  - 1999-2000: Minati Mishra, Madhavi Mudgal
  - 2002: Kiran Segal
  - 2003: Hare Krishna Behera
  - 2004: Durllav Chandra Singh
  - 2005: Durga Charan Ranbir
  - 2006: Surendra Nath Jena
  - 2007: Ranjana Gauhar
  - 2008: Ramani Ranjan Jena
  - 2009: Geeta Mahalik
  - 2010: Aruna Mohanty

- Otras tradiciones mayores de danza y teatro danzístico
  - 2007: Kalamandalam Sivan Nambootir (Kutiyattam).
  - 2009: Kala Krishn (Andhranatyam).
  - 2010: Painkulam Rama Chakya (Kutiyattam).

- Sattriya
  - 1963: Maniram Datta Moktar
  - 1978: Bapuram Bayan Attai
  - 1980: Roseshwar Saikia Bayan Moktar
  - 1996: Indira P. P. Bora
  - 1998: Pradip Chaliha
  - 1999-2000: Parmanand Borbayan
  - 2001: Ghanakanta Bora
  - 2004: Jatin Goswami
  - 2007: Ganakanta Dutta Borbayan
  - 2010: Manik Borbayan

### Teatro

#### Actuación

##### De 1952 a 2003 (por idiomas)
- Asamés
  - 1961: Mitradev Mahanta Adhikar
  - 2001: Girish Chowdhury

- Bengalí
  - 1958: Ahindra Chowdhuri
  - 1962: Tripti Mitra
  - 1967: Sabitabrata Dutta
  - 1970: Saraju Bala Devi
  - 1973: Sova Sen
  - 1975: Molina Devi
  - 1977: Krishna Roy
  - 1983: Kumar Roy
  - 1989: Sekhar Chatterjee
  - 1995: Satya Bandopadhyay
  - 1998: Soumitra Chatterjee
  - 1999-2000: Ketaki Dutta, Sabitri Chatterjee
  - 2003: Saoli Mitra

- Guyaratí
  - 1960: Ashraf Khan
  - 1965: Muljibhai Khushalbhai Nayak
  - 1968: Jaswant D. Thaker
  - 1974: Pransukh Manilal Nayak
  - 1980: Dina Patha (Gandhi).
  - 1988: Sarita Joshi

- Hindí
  - 1979: Amrish Puri
  - 1982: Manohar Singh
  - 1984: Uttara Baokar
  - 1985: Fida Hussain
  - 1989: Surekha Sikri
  - 1990: Naseeruddin Shah (también en urdú).
  - 1999-2000 Seema Biswas

- Canarés
  - 1955: Gubbi Viranna
  - 1961: Mysore Venkatappa Subbaiya Naidu
  - 1985: B. Jayamma
  - 1992: R. Nagarathnamma
  - 1994: Balappa Yenagi
  - 1996: B. Jayashree
  - 2003: C. R. Simha

- Malaialam
  - 1960: C. I. Parameswarn Pillai
  - 1965: V. T. Aravindaksha Menon
  - 1969: N. N. Pillai

- Manipuri
  - 1991: Sabitri Heisnam
  - 1997: R. K. Bhogen

- Maratí
  - 1955: Narayan Rao Rajhans 'Bal Gandharva'
  - 1956: Ganesh Govind Bodas
  - 1957: Chintaman Ganesh Kolhatkar
  - 1960: Gopal Govind Pathak
  - 1964: Keshav Trimbak Date
  - 1971: Shreeram Lagoo
  - 1976: Jyotsna Keshavrao Bhole
  - 1978: Dattaram N. Walwaikar
  - 1981: Chintamani Govind Pendse
  - 1983: Dattatray Ramachandra Bhat
  - 1986: Prabhakar V. Panshikar
  - 1987: Sulabha Deshpande (también en hindí).
  - 1990: Bhakti Barve Inamdar
  - 1991: Neelu Phule
  - 1996: Mohan Agashe

- Oriya
  - 1961: Samuel Sahu

- Sánscrito
  - 1965: Krishnachandra Moreshwar "Daji Bhatawadekar"

- Tamil
  - 1959: Pammal Sambanda Mudaliar
  - 1962: T. K. Shanmugam
  - 1967: S. V. Sahasranamam
  - 1992: Poornam Vishwanathan

- Telugu
  - 1961: Sthanam Narasimha Rao
  - 1963: Banda Kanakalingeswara Rao
  - 1973: Kalyanam Raghuramaiah
  - 1986: Peesapati Narasimha Murty

- Urdú
  - 1963: Zohra Sehgal
  - 1994: Uzra Butt

##### De 2004 en adelante
- 2004: Rohini Hattangady, Ramcharan Nirmalkar
- 2005: Chindodi Leela
- 2006: Dharani Barman, Gita Dey, K. Kaladharan Nair
- 2007: Ramesh Mehta
- 2008: Markand Bhatt, Arundhati Nag
- 2009: Sudha Shivpuri, Neeta Mohindra
- 2010: Dilip Prabhavalkar, Banwari Taneja, Maya Krishna Rao, Swatilekha Sengupta

#### Mímica
- 1993: Jogesh Dutta
- 2002: Niranjan Goswami
- 2009: Moinul Haque

#### Dirección
- 1956: Prithviraj Kapoor
- 1957: Jaishankar Bhojak Sundari
- 1959: Sombhu Mitra
- 1961: Kasambhai Nathubhai Mir
- 1962: Ebrahim Alkazi
- 1964: T. S. Rajamanikkam
- 1969: Habib Tanvir
- 1970: Adi Ferozeshah Marzban
- 1971: Satyadev Dubey
- 1972: Shyamanand Jalan
- 1973: Ajitesh Bandopadhyay
- 1974: Damodar Kashinath Kenkre
- 1975: Vijaya Mehta
- 1976: B V Karanth
- 1977: Rajinder Nath
- 1978: Jabbar Patel
- 1979: B. M. Shah
- 1980: Rudra Prasad Sengupta
- 1981: R. S. Manohar
- 1982: Sheila Bhatia
- 1983: Kavalam Narayana Panikkar
- 1985: Heisnam Kanhailal
- 1986: Alyque Padamsee
- 1987: Ratan Thiyam
- 1987: Tarun Roy
- 1989: Bibhash Chakraborty
- 1990: Geoffrey Kendal & Laura Kenda (premio conjunto).
- 1991: Fritz Bennewitz
- 1992: Mohan Maharishi
- 1993: Barry John
- 1993: Kailash Pandya
- 1995: Bansi Kaul
- 1995: M K Raina
- 1996: Purushottam Darwhekar
- 1997: Bhanu Bharti
- 1998: Amal Allana
- 1998: Dulal Roy
- 1998: Usha Ganguly
- 1999-2000: Balwant Thakur
- 1999-2000: Nadira Zaheer Babbar
- 1999-2000: Prasanna
- 2001: Shanta Gandhi
- 2002: Arun Mukherjee
- 2002: Satish Anand
- 2003: Devendra Raj Ankur
- 2003: Neelam Mansingh Chowdhry
- 2004: Anuradha Kapoor
- 2004: Arambam Lokendra Singh
- 2004: Raj Besaria
- 2007: Harimadhab Mukherjee
- 2007: N. C. Thakur
- 2010: Vinapani Chawla, Urmil Kumar Thapliyal

#### Dramaturgia
- Asamés
  - 1986: Satya Prasad Barua
  - 2003: Aruna Sarma

- Bengalí
  - 1968: Badal Sircar
  - 1969: Manmatha Ray
  - 1975: Bijon Bhattacharya
  - 1985: Manoj Mitra
  - 1991: Mohit Chattopadhyaya

- Dogri
  - 2008: Narsingh Dev Jamwal

- Guyaratí
  - 1961: Prabhulal Dayaram Dwivedi
  - 1971: C. C. Mehta, Pragji Dossa,

- Hindí
  - 1965: Upendra Nath Ashk
  - 1968: Mohan Rakesh
  - 1977: Lakshmi Narain Lal
  - 1988: Dharamvir Bharati
  - 1992: Surendra Verma
  - 2001: Bhisham Sahni, D. P. Sinha
  - 2006: Prabhat Kumar Bhattacharya
  - 2004: Swadesh Deepak
  - 2007: Reoti Sharan Sharna
  - 2008: Mudra Rakshasa

- Canarés
  - 1963: Adya Rangacharya Shriranga
  - 1972: Girish Karnad
  - 1983: Chandrasekhar B. Kambar
  - 1980: Narasinga Rao Parwathavani
  - 1989: G. B. Joshi
  - 1997: H. S. Shiva Prakash

- Cachemiro
  - 1997: Moti Lal Kemmu

- Malaialam
  - 1979: G. Shankara Pillai
  - 1986: K. T. Muhammad
  - 1997: N. Krishna Pillai
  - 2009: Vayala Vasudevan Pillai

- Manipuri
  - 2007: Yumnam Rajendra Singh

- Marathi
  - 1958: B. V. Mama Warerkar
  - 1967: P. L. Deshpande
  - 1970: Vijay Tendulkar
  - 1976: C. T. Khanolkar
  - 1982: M. G. Rangnekar
  - 1984: Vasant Shankar Kanetkar
  - 1987: V. V. Shirwadkar
  - 1989: Mahesh Elkunchwar
  - 1994: Satish Alekar
  - 1996: G. P. Deshpande
  - 2003: Ratnakar Ramkrishna Matkari
  - 2009: Shankar Narayan Navre

- Mizo
  - 2007: Lathangfala Sailo

- Oriya
  - 1981: Manorajan Das
  - 1987: Gopal Chhotray

- Panyabí
  - 1993: Gursharan Singh
  - 1998: Balwant Gargi
  - 2010: Atamjeet Singh

- Tamil
  - 1974: S. D. Sundaram
  - 1999-2000: Na. Muthuswamy
  - 2004: Indira Parthasarathy

- Telugu
  - 2010: D. Vizai Bhaskar

#### Artes ligadas al teatro
- Luz
  - 1974: Tapas Sen
  - 1977: V, Ramamurthy
  - 1989: G. N. Dasgupta
  - 1994: Kanishka Sen
  - 1999-2000: R. K. Dhingra
  - 2002: Ashok Sagar Bhagat
  - 2003: Sreenivas G. Kappanna
  - 2005: Suresh Bhardwaj

- Diseño escénico
  - 1985: Goverdhan Panchal
  - 1986: Khaled Choudhury
  - 1988: Dattatraya Ganesh Godse
  - 1997: Mansukh Joshi
  - 1999-2000: Robin Das
  - 2007: Mahendra Kumar

- Traje/Maquillaje
  - 1981: Ashok Srivastav (Make-up).
  - 1990: Roshan Alkaz (Costume Design).
  - 1999-2000: Shakti Se (Make-up).
  - 2001: Dolly Ahluwalia (Costume Design).
  - 2003: Anant Gopal Shind (Make-up).
  - 2004: Prema Karant (Costume Design).
  - 2009: Kamal Aror (Make-up).

- Música para teatro
  - 1999-2000: Kajal Ghosh
  - 1999-2000: Kamal Tewari
  - 2009: Kuldeep Singh

- Utilería de escena
  - 1993: M. S. Sathyu
  - 1995: N. Krishnamoorthy
  - 2002: Nissar Allana

#### Tradiciones mayores de teatro
- 2007: Kolyur Ramachandra Ra (Yakshagana).
- 2008: Bansi Lal Khiladi, Khaya (Rajasthan).

### Otras artes

#### Tradicional / folclor / tribal / música / danza / teatro
- 1964: Mani Madhava Chakyar (Kutiyattam), Kerala
- 1972: Kudamaloor Karunakaran Nai (kathakali), Kerala
- 2005: Mathoor Govindan Kutty (kathakali), Kerala
- 1991: Puranchand Wadali & Pyarelal Wadali (Música folclórica), Panyab
- 1995: Teejan Bai (Pandavani), Madhya Pradesh
- 2008: Mangi Bai Arya (mand), Rajasthan
- 2008: Lakha Khan Mangniyar (música folclórica), Rajasthan
- 2008: Bansi Lal Khilari (khayal), Rajasthan
- 2010: Harbhajan Singh Namdhari (Gurbani Kirtan), Panyab
- 2010: Nazeer Ahmed Khan Warsi and Naseer Ahmed Khan Warsi (Qawwali), Andhra Pradesh
- 2010: Dwijen Mukherjee (Rabindra Sangeet), Bengala Occidental
- 2010: Chandabai Tiwadi (Bharud), Maharashtra
- 2010: T. Somasundaram (Danza folclórica), Tamil Nadu
- 2010: Krishna Kumari (Música folclórica: Bhakha), Jammu and Kashmir
- 2010: Chand Jagdish Tiwadi (teatro folclórico: Bharud), Maharashtra

#### Marionetas / mímica / artes ligadas de formas tradicionales
- 1978: Kathinanada Das (Marionetas Ravanchhaya puppetry), Orissa
- 1979: U. Kogga Devanna Kamath (Marionetas Gombeatta), Karnataka
- 1980: K. L. Krishnan Kutty Pulavar (Tholpava Koothu), Kerala
- 1981: M. R. Ranganatha Rao, Karnataka
- 1983: Meher Rustom Contractor, Gujarat
- 1987: Suresh Dutta, Bengala Occidental
- 1992: Dadi Dorab Pudumjee, Delhi
- 1995: T. Hombiah, Karnataka
- 1998: Kolhacharan Sahu (marionetas Ravanchhaya), Orissa
- 1999: B. H. Puttaswamachar, Karanataka
- 2001: Hiren Bhattacharya, Bengala Occidental
- 2003: Puran Bhatt, Rajasthan
- 2010: K. Chinna Anjannamma (marionetas de sombra: Tolu Bommalata), Andhra Pradesh
- 2010: K. V. Ramakrishnan y K. C. Ramakrishnan (marionetas de guantes: Pava Kathakali), Kerala

### Artes escénicas en los medios
- 1988: Salil Chowdhury (música).
- 1991: Sudhir Phadke (música).
- 1992: Naushad Ali (música).
- 1992: K. J. Yesudas (música).
- 2001: Prem Matiyani (teatro).

### Contribuciones globales / Beca
- 1994: Kanak Rele (danza)
- 1994: K. V. Subbanna (teatro)
- 1995: Sunil Kothari (danza)
- 1996: Ram Gopal Bajaj (teatro)
- 1999-2000: B. V. K. Sastry (artes escénicas)
- 1999-2000: Nemichandra Jain (artes escénicas)
- 1999-2000: Shanta Serbejeet Singh (artes escénicas)
- 2002: Romesh Chander (teatro)
- 2003: P. V. Subramanium 'Subbudu' (artes escénicas)
- 2004: S. K. Saxena (artes escénicas)
- 2005: Pratibha Agrawal (teatro)
- 2006: Rekha Jain (artes escénicas)
- 2007: Mukund Lath (artes escénicas)
- 2008: R. Satyanarayana (artes escénicas)
- 2009: Leela Venkataraman (artes escénicas)
- 2010: Ashok D. Ranade (beca / artes escénicas: música)
- 2010: Jaidev Taneja (contribución / artes escénicas: teatro)

### Cine
- Actuación
  - 1958: Durga Khote
  - 1959: Ashok Kumar Ganguli
  - 1960: Chhabi Biswas
  - 1961: Lalita Pawar

- Dirección
  - 1957: Debaki Bose
  - 1959: Satyajit Ray

- Letrista de canciones
  - 1961: Ram Chandra Dwivedi (Pradeep).

- Dirección musical
  - 1958: Sachin Dev Burman

- Guion
  - 1957: Gajanan D. Madgulkar (Ga Di Ma).
  - 1961: Mukhram Sharma